# 実力組織
実力組織（じつりょくそしき、英: power organization）とは、日本国憲法第9条における自衛隊の位置付けを指すものとして使われている概念である。

## 歴史
1946年（昭和21年）、国会において日本共産党衆議院議員の野坂参三が、内閣総理大臣の吉田茂（当時）に対し「侵略に対する自衛戦争は正義の戦争であり、すべての戦争を放棄する必要はない」と自衛のための再軍備の必要性を訴えた。これに対し吉田は「日本が戦争放棄を宣言して世界の信を得つつあるとき、自衛権を論ずることは無益である。憲法は一切の軍備と交戦権を認めない」と、平和主義・戦争放棄を定めた日本国憲法第9条は自衛権も認めていないとの見解を示した。しかし冷戦の激化や朝鮮戦争の勃発もあり、吉田政権下で自衛隊の前身である警察予備隊（後に保安隊）が創設された。後を継いだ鳩山一郎政権は、憲法第9条の解釈を変え「自衛のためならば必要最小限度の戦力は保持していいが、紛争解決や侵略戦争のための戦力を持ってはいけない」との見解を示した。歴代政権もこの解釈を踏襲し、自衛隊は自衛のための必要最小限度の実力組織であるため合憲であるとの見解を示してきた。